# Vega de Granada
Pour les articles homonymes, voir Vega (homonymie).
La Vega de Granada, en français Plaine de Grenade, est une comarque appartenant à la province de Grenade dans le sud de l'Espagne. Son chef-lieu est Grenade.
Ses paysages sont célèbres dans le monde entier grâce à l'œuvre du poète Federico García Lorca.

## Liste descommunesde la comarque de la Vega de Granada
- Albolote
- Alfacar
- Alhendín
- Armilla
- Atarfe
- Beas de Granada
- Cájar
- Calicasas
- Cenes de la Vega
- Chauchina
- Churriana de la Vega
- Cijuela
- Cogollos Vega
- Cúllar Vega
- Dílar
- Dúdar
- Fuente Vaqueros
- Gójar
- Grenade
- Güéjar Sierra
- Güevéjar
- Huétor-Santillán
- Huétor Vega
- Jun
- La Zubia
- Láchar
- Las Gabias
- Maracena
- Monachil
- Nívar
- Ogíjares
- Peligros
- Pinos Genil
- Pinos Puente
- Pulianas
- Quéntar
- Santa Fe
- Valderrubio
- Vegas del Genil
- Villa de Otura
- Víznar

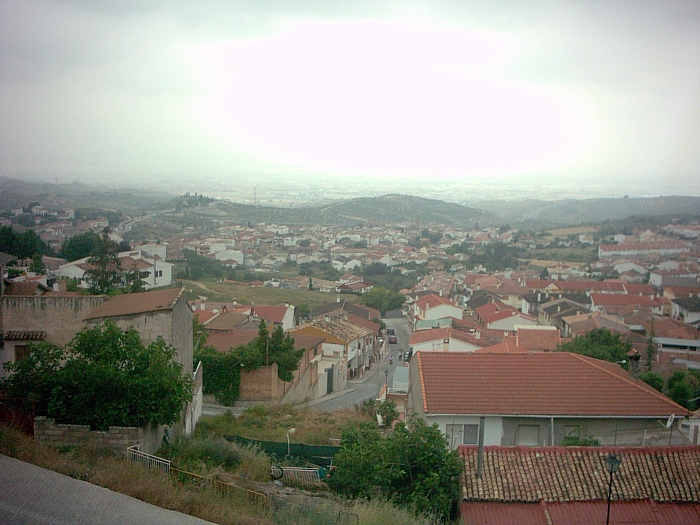
Alfacar.

À Víznar sont fusillés durant la guerre d'Espagne, en août 1936 par les nationalistes, les banderilleros Joaquín Arcollas Cabezas et Francisco Galadí Melgar, le poète Federico García Lorca et le professeur Dióscoro Galindo González.